# 하안단구

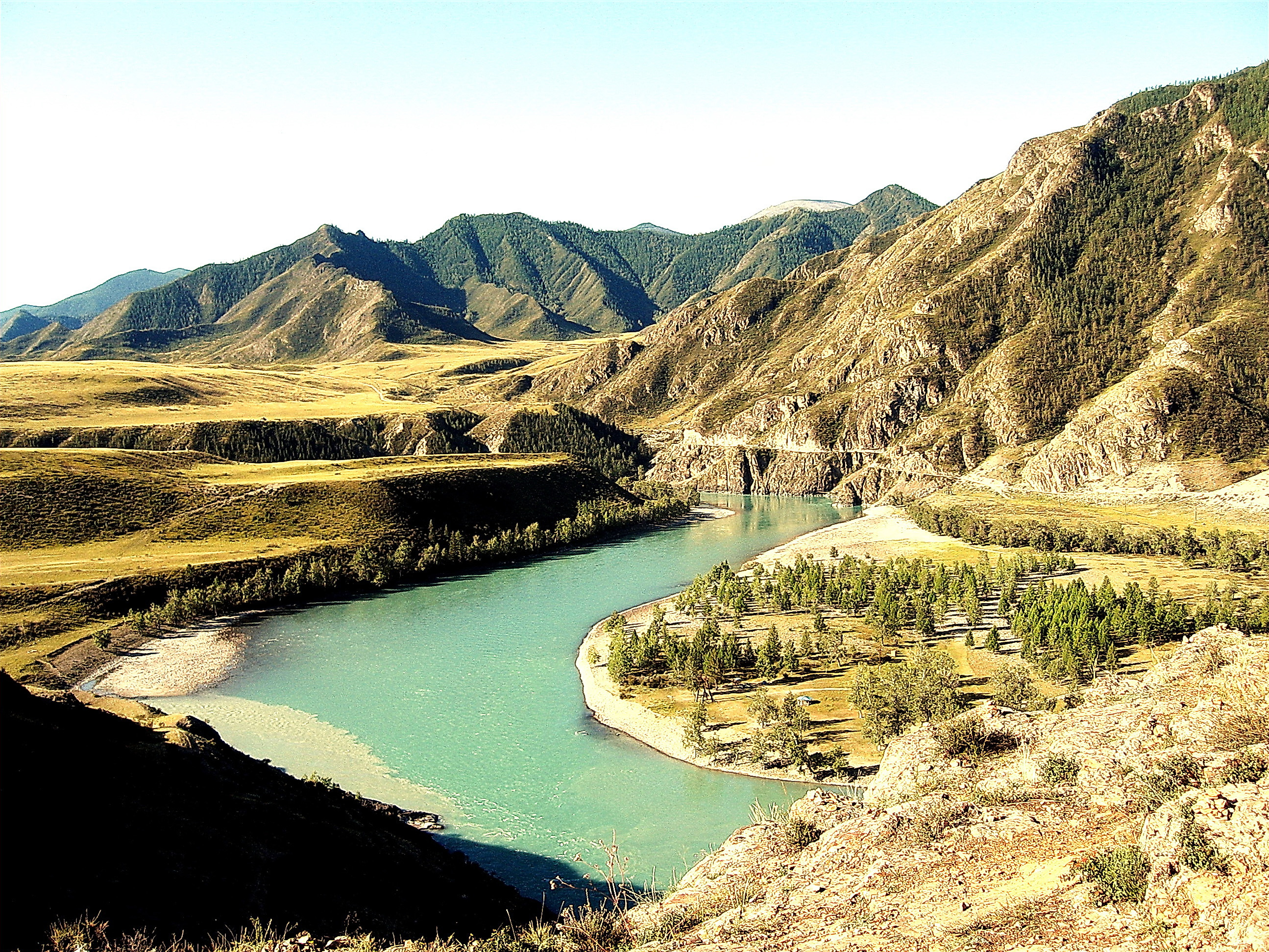

하안단구(河岸段丘, river terrace)란 하천의 안쪽이나 하류의 유로를 따라 발달하는 계단상의 지형이다. 하성단구(河成段丘)라고도 한다.
평탄한 부분과 경사가 급한 벼랑이 교대로 나타나며 평탄한 부분을 단구면(段丘面), 급한 부분을 단구애(段丘崖)라고 부른다. 단구면은 지하수면이 낮고, 단구애 아래에는 샘이 있는 것이 많다.
큰 강의 강기슭에는 해안단구와 마찬가지로 서로 벼랑끼리 접하는 몇 단의 편평한 면으로 이루어진 단구가 발달해 있다. 이 단구에는 옛날에 강이었음을 보여주는 자갈이나 모래층이 남아 있다. 과거의 강이 몇 단이나 거쳐 높은 곳으로 밀려올라간 것은 지반이 조금씩 들려올라가는 사이에 하천이 계곡을 침식하기 때문이다. 그리고 새로운 강일수록 낮은 곳에 생성되어 있다. 단구가 많은 단을 이루는 것은 하천 계곡의 침식에 주기가 있기 때문이다. 이 주기는 해안 단구를 형성한 빙하기와 간빙기의 해수면의 상하 운동 주기와 일치한다. 그것은 간빙기 때에 해수면이 올라가면 하천의 운반력이 약해지기 때문에 하천의 침식도 자연히 약해지며, 하천의 범람원은 모래나 자갈로 인해 묻혀 거기에 하나의 안정된 단구면이 생성된다. 또 다음 빙하기에 해수면이 내려가면 하천의 운반력이 강해져 하천의 침식 작용도 강해짐으로써 낮은 단구면이 깎여들어가 이미 생성되어 있던 오래된 단구면은 같은 속도로 진행하는 지반의 융기 때문에 보다 높은 위치로 밀려올라간다. 이와 같은 현상이 되풀이되기 때문에 몇 단의 단구가 남게 된다.

## 형성 원인
지각변동이나 침식기준면의 변동이 형성 원인이 된다. 침식력을 잃은 하천이 융기나 해면 저하 등에 의해 다시 침식을 시작하면, 지금까지의 곡저평야 내에 좁은 하곡이 형성된다. 곡저평야는 계단상의 지형으로서 남겨져 하안단구가 형성된다. 이것과는 반대로, 산지로부터의 토사 공급에 의해 형성되는 퇴적단구(堆積段丘)라는 것도 있다.
침식이 진행되어 하천 사면이 침식 기준면에 가까워져 침식력이 약해지면, 단구의 아래에 새로운 곡저평야가 형성된다. 그 후 융기 등에 의해 다시 침식력이 강해지면 새로운 단구애가 형성되어 여러 개의 단으로 이루어진 하안단구가 된다.

## 한국의 하안단구
남한강 상류 지방, 압록강과 두만강 연안, 어랑천 연안에 형성되어 있다.